# Aeroportul Bahawalpur
Aeroportul Bahawalpur (IATA: BHV, ICAO: OPBW) este un aeroport din Bahawalpur⁠(d), Bahawalpur Tehsil⁠(d), Bahawalpur District⁠(d), Bahawalpur Division⁠(d), Punjab, Pakistan ce deservește zona Bahawalpur District⁠(d). A fost deschis în 1986.
Situat la o altitudine de 119 m, aeroportul dispune de o singură pistă. Este operat de Pakistan Civil Aviation Authority⁠(d).